# Michael Gerke
Michael Gerke (geboren im 20. Jahrhundert) ist ein ehemaliger deutscher Behindertensportler.

## Leben
Michael Gerke ist schwerstbehindert. Trotz seiner behinderungsbedingten Einschränkungen wollte er auf eine sportliche Betätigung nicht verzichten. Als seine sportliche Disziplin wählte er den Tischtennissport, den er in der Startklasse TT 10 ausüben konnte. Zusammen mit Rolf Beck wurde Gerke erster gesamtdeutscher Tischtennismeister im Herrendoppel.
Wegen seiner guten Leistungen wurde Gerke in die deutsche Behindertensportnationalmannschaft berufen. Bei den Weltmeisterschaften 1990 in Assen gewann er eine Goldmedaille im Einzel seiner Startklasse sowie eine Silbermedaille im Team und Bronze im offenen Einzel (stehend). 1991 wurde er mit der deutschen Mannschaft Europameister und holte Bronze im Einzel.
Bei den Paralympischen Sommerspielen 1992 in Barcelona gelang es Gerke, insgesamt drei Medaillen zu gewinnen. So wurde er sowohl Olympiasieger im Herren-Einzel als auch im Team mit Marcus Vahle und Christopher Windecker. Außerdem nahm er am offenen Wettbewerb für stehende Spieler (Startklassen 6 bis 10) teil, bei dem er den zweiten Platz belegte und somit sich eine Silbermedaille erkämpfte. Für diese Leistungen wurde Michael Gerke am 23. Juni 1993 von Bundespräsident Richard von Weizsäcker mit dem Silbernen Lorbeerblatt ausgezeichnet.